# Јужноафричка Република на Светском првенству у атлетици на отвореном 2019.
Јужноафричка Република је учествовала на 17. Светском првенству у атлетици на отвореном 2019. одржаном у Дохи од 27. септембра до 6. октобра четрнаести пут. Репрезентацију Јужноафричке Републике представљало је 26 такмичара (21 мушкарац и 5 жена) који су се такмичили у 18 дисциплина (13 мушких и 5 женских).,
На овом првенству такмичари Јужноафричке Републике нису освојили ниједну медаљу. У табели успешности према броју и пласману такмичара који су учествовали у финалним такмичењима (првих 8 такмичара) Јужноафричка Република је са 5 учесника у финалу делила 20 место са 22 бода.
| Плас. | Земља        | 1. место | 2. место | 3. место | 4. место | 5. место | 6. место | 7. место | 8. место | Бр. финал. | Бод. |
| ----- | ------------ | -------- | -------- | -------- | -------- | -------- | -------- | -------- | -------- | ---------- | ---- |
| =20.  | Јужна Африка | 0        | 0        | 0        | 2        | 3        | 0        | 1        | 0        | 5          | 22   |

## Учесници
| Мушкарци: - Акани Симбине — 100 м, 4x100 м - Симон Магакве — 100 м, 4x100 м - Thando Dlodlo — 100 м, 4x100 м - Clarence Munyai — 200 м, 4x100 м - Анасо Џободвана — 200 м, 4x100 м - Тапело Пора — 400 м, 4x400 м - Дерик Мокаленг — 400 м, 4x400 м - Тшепо Тшите — 800 м - Стефан Мокока — Маратон - Дезмонд Мокгобу — Маратон - Thabiso Benedict Moeng — Маратон - Антонио Алкана — 110 м препоне - Руан де Врис — 110 м препоне - Линдсеј Ханком — 400 м препоне - Гардео Исакс 4x400 м - Ранти Дикгале 4x400 м - Вејн Шнјман — 20 км ходање - Марк Мандел — 50 км ходање - Рушвал Самаи — Скок удаљ - Луво Мањонга — Скок удаљ - Оразио Кремона — Бацање кугле | Жене: - Тебого Мамату — 100 м - Доминик Скот-Ефурд — 5.000 м - Рикенете Стенкамп — 100 м препоне - Зенеј ван дер Валт — 400 м препоне - Сунет Вилјун — Бацање копља |  |

## Резултати

### Мушкарци
| Атлетичар                                                 | Дисциплина    | Лични рекорд | Предтакмичење     | Предтакмичење     | Квалификације         | Квалификације         | Полуфинале            | Полуфинале            | Финале                | Финале       | Детаљи |
| Атлетичар                                                 | Дисциплина    | Лични рекорд | Резултат          | Место             | Резултат              | Место                 | Резултат              | Место                 | Резултат              | Место        | Детаљи |
| --------------------------------------------------------- | ------------- | ------------ | ----------------- | ----------------- | --------------------- | --------------------- | --------------------- | --------------------- | --------------------- | ------------ | ------ |
| Акани Симбине                                             | 100 м         | 9,89 НР      | слободни          | слободни          | 10,01 КВ              | 1. у гр. 1            | 10,01 КВ              | 1. у гр. 3            | 9,93                  | 4 / 65 (68)  |        |
| Симон Магакве                                             | 100 м         | 9,98         | слободни          | слободни          | 10,25 (.241)          | 4. у гр. 3            | Нису се квалификовали | Нису се квалификовали | Нису се квалификовали | 28 / 65 (68) |        |
| Thando Dlodlo                                             | 100 м         | 10,08        | слободни          | слободни          | 10,25 (.243)          | 6. у гр. 5            | Нису се квалификовали | Нису се квалификовали | Нису се квалификовали | 29 / 65 (68) |        |
| Clarence Munyai                                           | 200 м         | 19,69        |                   |                   | 20,29 КВ              | 2. у гр. 6            | 20,55 (.543)          | 6. у гр. 1            | Нису се квалификовали | 17 / 46 (50) |        |
| Анасо Џободвана                                           | 200 м         | 19,87        | 20,35 КВ, ЛРС     | 3. у гр. 2        | 20,34 (.340) ЛРС      | 5. у гр. 3            | 14 / 46 (50)          |                       | Нису се квалификовали |              |        |
| Тапело Пора                                               | 400 м         | 45,19        | 45,45 КВ          | 3. у гр. 1        | 45,24                 | 5. у гр. 1            | 16 / 41 (42) ]        |                       | Нису се квалификовали |              |        |
| Дерик Мокаленг                                            | 400 м         | 45,15        | 45,87 (.863)      | 5. у гр. 2        | Није се квалификовао  | Није се квалификовао  | Није се квалификовао  | 23 / 41 (42)          |                       |              |        |
| Тшепо Тшите                                               | 800 м         | 1:44,69      | 1:46,54 КВ        | 3. у гр. 1        | 1:46,08               | 6. у гр. 2            | Није се квалификовао  | 15 / 44 (46)          |                       |              |        |
| Стефан Мокока                                             | Маратон       | 2:07:40      |                   |                   |                       |                       | 2:11:09               | 5 / 55 (73)           |                       |              |        |
| Дезмонд Мокгоби                                           | Маратон       | 2:09:31      | 2:18:21           | 32 / 55 (73)      |                       |                       |                       |                       |                       |              |        |
| Thabiso Benedict Moeng                                    | Маратон       | 2:10:21      | Није завршио трку | Није завршио трку |                       |                       |                       |                       |                       |              |        |
| Антонио Алкана                                            | 110 м препоне | 13,11 НР     | 13,41 КВ          | 3. у гр. 1        | 13,47                 | 3. у гр. 3            | Није се квалификовао  | 9 / 36 (41)           |                       |              |        |
| Руан де Врис                                              | 110 м препоне | 13,45        | 14,07             | 5. у гр. 3        | Нису се квалификовали | Нису се квалификовали | Нису се квалификовали | 33 / 36 (41)          |                       |              |        |
| Линдсеј Ханком                                            | 400 м препоне | 48,81 НР     | 51,71             | 6. у гр. 2        | Нису се квалификовали | Нису се квалификовали | Нису се квалификовали | 35 / 38 (39)          |                       |              |        |
| Thando Dlodlo Симон Магакве Clarence Munyai Акани Симбине | 4 х 100 м     | 38,24 НР     | 37,65 КВ, АФР, НР | 1. у гр. 2        |                       |                       | 37,73                 | 5 / 13 (16)           |                       |              |        |
| Тапело Пора Гардео Исакс Ранти Дикгале Дерик Мокаленг     | 4 х 400 м     | 2:59,21 НР   | 3:02,06 НРС       | 5. у гр. 2        | Нису се квалификовали | 10 / 15 (16)          |                       |                       |                       |              |        |
| Вејн Шнјман                                               | 20 км ходање  | 1:20:17      |                   |                   |                       |                       | 1:43:57               | 38 / 40 (53)          |                       |              |        |
| Марк Мандел                                               | 50 км ходање  | 3:54:12      | 4:41:39           | 24 / 28 (46)      |                       |                       |                       |                       |                       |              |        |
| Рушвал Самаи                                              | Скок удаљ     | 8,49         | 8,01 кв           | 2. у гр. Б        |                       |                       | 8,23                  | 5 / 26 (27)           |                       |              |        |
| Луво Мањонга                                              | Скок удаљ     | 8,65 НР      | 7,91 кв           | 4. у гр. А        | 8,28                  | 4 / 26 (27)           |                       |                       |                       |              |        |
| Оразио Кремона                                            | Бацање кугле  | 21,51        | 19,98             | 12. у гр. Б       | Није се квалификовао  | 24 / 34 (35)          |                       |                       |                       |              |        |

### Жене
| Атлетичарка        | Дисциплина    | Лични рекорд | Квалификације        | Квалификације | Полуфинале            | Полуфинале            | Финале                | Финале       | Детаљи |
| Атлетичарка        | Дисциплина    | Лични рекорд | Резултат             | Место         | Резултат              | Место                 | Резултат              | Место        | Детаљи |
| ------------------ | ------------- | ------------ | -------------------- | ------------- | --------------------- | --------------------- | --------------------- | ------------ | ------ |
| Тебого Мамату      | 100 м         | 11,04 НР     | 11,42                | 6. у гр. 1    | Није се квалификовала | Није се квалификовала | Није се квалификовала | 34 / 47      |        |
| Доминик Скот-Ефурд | 5.000 м       | 14:59,08     | 15:05,01 кв          | 8. у гр. 1    |                       |                       | 15:24,47              | 15 / 26 (29) |        |
| Рикенете Стенкамп  | 100 м препоне | 12,81        | 12,97 (.962) кв, ЛРС | 6. у гр. 5    | 12,96 ЛРС             | 7. у гр. 2            | Није се квалификовала | 16 / 36 (38) |        |
| Зенеј ван дер Валт | 400 м препоне | 55,05        | 57,11                | 6. у гр. 5    | Није се квалификовала | Није се квалификовала | Није се квалификовала | 31 / 36 (39) |        |
| Сунет Вилјун       | Бацање копља  | 69,35 НР     | 60,10                | 8. у гр. Б    |                       |                       | Није се квалификовала | 17 / 13 (16) |        |